# Большой Аркадак
Аркадак (в верховье Большой Аркадак) — река в России, протекает по Екатериновскому и Аркадакскому районам Саратовской области, левый приток Хопра. Длина реки составляет 115 км, площадь водосборного бассейна — 1790 км².
Берёт начало на западе Екатериновского района близ села Мирный. Впадает в Хопёр у города Аркадак. Устье реки находится в 681 км от устья реки Хопёр по левому берегу.

## Притоки
Основные притоки: правые — Чапушка, Малый Аркадак, Кистендей, левые — Шадча, Иловатка, Дубовая, Ольгина.

## Данные водного реестра
По данным государственного водного реестра России относится к Донскому бассейновому округу, водохозяйственный участок реки — Хопёр от истока до впадения реки Ворона, речной подбассейн реки — Хопер. Речной бассейн реки — Дон (российская часть бассейна).
Код объекта в государственном водном реестре — 05010200112107000005773.